# Valentín (película de 2002)
Valentín es una película argentina de 2002, dirigida por Alejandro Agresti. Esta comedia dramática se desarrolla en el Buenos Aires de 1969 y cuenta la historia de un niño de 7 años que vivía con su abuela.

## Argumento
La historia es contada desde la perspectiva de Valentín (Rodrigo Noya), quien vive con su abuela (Carmen Maura) desde el divorcio de sus padres. Pese a no comprender por qué su madre no lo ha visitado en años y aunque su abuela y su padre se refieren a ella sólo con insultos, Valentín constantemente sueña con que ella irá por él algún día. Por su parte, el padre de Valentín (Alejandro Agresti) los visita a él y a la abuela sólo ocasionalmente y no se hace responsable en nada que tenga que ver con ellos mientras se dedica a salir con una mujer tras otra.
El tío Chiche (Jean Pierre Noher) vive en Ushuaia, Tierra del Fuego, pero visita a su mamá y sobrino a menudo. Su relación con Valentín es como de hermanos y ambos conversan sobre todo tipo de temas de la misma forma en que lo harían dos adultos. El único otro hombre con el que Valentín se relaciona es Rufo (Mex Urtizberea), un joven maestro de piano que vive en la acera de enfrente. 
Aunque la abuela le prohíbe a Valentín acercarse a Rufo, el pianista se convierte en su mejor amigo y accede a darle clases de piano gratuitas. Valentín acude a él en situaciones difíciles o cuando simplemente necesita conversar, sin importar la hora, y mutuamente se ayudan a comprender los problemas del otro.
Leticia (Julieta Cardinali), la última novia de su padre, lo invita a comer para conocerlo y ambos pasan el día juntos. A Valentín le agrada mucho Leticia y de inmediato comienza a soñar con que se convertirá en su madrastra, por lo que comparte con ella varias historias personales sobre su vida, revelando sin querer el carácter agresivo y antisemita de su padre. Leticia promete mantener en secreto esas confidencias, pero al escucharlas se da cuenta de que no conoce al padre de Valentín como creía y decide terminar la relación. Más tarde, el padre de Valentín le grita y lo insulta por haber causado el rompimiento, exigiéndole sin éxito que le diga qué le contó a Leticia sobre él. Valentín busca a Leticia y le reclama por haberlo traicionado, diciendo que está "cansado de que me digan que soy una porquería, de que me mientan y de que me hagan poner triste.". Leticia le asegura que no lo traicionó y terminan conversando una vez más sobre la situación familiar de Valentín. Leticia le asegura que, aunque su mamá está lejos, debe quererlo mucho porque es imposible no querer a un niño como él. Al final, aquel evento une aún más a Leticia y Valentín.
Un día Valentín se da cuenta de que su abuela está enferma pero se rehúsa a ver un doctor, así que idea un plan para que el doctor Galaburri (Carlos Roffé) la revise. El plan funciona y la abuela accede a hacer varios cambios en su dieta y estilo de vida. Para agradecer al doctor, Valentín le compra un cuadro para que lo ponga en su consultorio. Tiempo después, sin embargo, tras lo que se suponía era una revisión sencilla en el hospital, la abuela de Valentín fallece y su padre lo envía a vivir con uno de sus compañeros de escuela.
Sintiéndose más solo que nunca, Valentín decide ir a su viejo vecindario para ver la casa de su abuela una vez más. En el camino un hombre al que siempre solía ver sentado en el café de la esquina le pide que se acerque porque tiene algo que darle. El hombre dice ser un amigo de su madre y le entrega una camisa que ella le ha enviado, ambos mantienen una emotiva conversación sobre la mamá de Valentín y el niño empieza a entender por qué ella se ha mantenido lejos de él tanto tiempo. Se da a entender que su padre golpeaba y maltrataba a su madre, lo que dejó graves secuelas psicológicas en ella, por lo que no quiere que su hijo la vea en su estado actual. Valentín le dice al hombre que le diga que no importa el estado en el que se encuentre que el la sigue amando igual, lo que hace que el sujeto derrame unas lágrimas.
En la escena final, Valentín ha arreglado una cita a ciegas entre Leticia y el pianista Rufo. Mientras los tres comen juntos y conversan alegremente, Valentín, como narrador, nos cuenta que ha decidido ser escritor y que después de ese día Leticia y Rufo se convirtieron en pareja y son muy felices, y que los tres se consideran una especie de familia, en sus palabras “no son mis padres pero son como mis tios”.

## Elenco
- Julieta Cardinali: Leticia.
- Carmen Maura: la abuela.
- Jean Pierre Noher: el tío Chiche.
- Mex Urtizberea: Rufo.
- Rodrigo Noya: Valentín.
- Alejandro Agresti: el Padre.
- Carlos Roffe: el doctor.
- Lorenzo Quinteros: el hombre del bar.
- Marina Glezer: la Maestra.
- Stéfano De Gregorio: Roberto Medina.
- Fabián Vena: el Cura.
- Axel Gobbi
- Romina Ricci